# Гигабит
Гигаби́т — (Гбит, Гб) м., скл. — единица измерения двоичной информации, используемая при оценке скорости передачи информации в цифровых сетях.
1 гигабит = 109бит = 1000000000 (миллиард) бит.
Используется сокращённое обозначение Gbit или, в русском обозначении, — Гбит (гигабит, не путать с гигабайтом, ГБ). По международному стандарту МЭК 60027-2 единицы бит и байт применяют с приставками СИ.
Гигабит используется для обозначения скорости передачи данных в компьютерных или телекоммуникационных сетях: «Ethernet подключение со скоростью Гбит/с (гигабит в секунду)» или «подключение к 100-гигабитной сети».

## Обозначение гигабита согласно стандарту JEDEC[3]
Стандарт памяти JEDEC 100B.01 (JEDEC — Joint Electron Device Engineering Council, Объединенный инженерный совет по электронным устройствам), занимающийся разработкой и продвижением стандартов для микроэлектронной промышленности) распространяется на обозначение значений терминов и буквенных символов. Цель данного стандарта — содействие единообразному использованию символов, аббревиатур, терминов и определений в полупроводниковой промышленности. Поскольку гигабит и гибит легко перепутать, настоящий стандарт определяет значение двоичного префикса Gi (gibi), единицы измерения количества информации, как множитель, равный 1073741824 (230), т.е. гибит обозначается как гибит и равняется 1073741824 бит (230 бит или K3, K = 1024).

## Обозначение гигабита согласно стандартуIEEE 1541-2002[4]
В марте 1999 года Международная электротехническая комиссия ввела новый стандарт МЭК 60027-2, в котором описано именование двоичных чисел. Приставки МЭК схожи с СИ: они начинаются на те же слоги, но второй слог у всех двоичных приставок — би (binary — «двоичный», англ.). То есть гигабит становился «гибибитом».
Стандарт 1541—2002 вводит аналогичные понятия. Утвержден IEEE в 2008 г.
По стандарту:
- Двоичная приставка для бита (бит (bit), двоичный знак) — устанавливается гиби (gibi) (символ 'Gi'), 230 = 1073741824;
- Приставки СИ не используются в качестве двоичных приставок.

| Приставка | Аналогичная десятичная приставка | Сокращения по МЭК для битов | Значение, на которое умножается исходная величина |
| --------- | -------------------------------- | --------------------------- | ------------------------------------------------- |
| гиби      | гига (109)                       | Гибит, ГиБ                  | 230 = 1 073 741 824                               |

## Обозначение гигабита согласно стандарту ГОСТ 8.417-2002[5]
- По международному стандарту МЭК 60027-2 единицы «бит» применяют с приставками СИ.

| Приставка | Обозначение | Некорректное применение | Корректное применение | Относит. ошибка, % |
| --------- | ----------- | ----------------------- | --------------------- | ------------------ |
| гига      | Г, G        | 230 = 1 073 741 824     | 109 = 1 000           | 7,37               |

## 1 Гигабит равен
- 1000 мегабит;
- 1000000 килобит;
- 125000 килобайт;
- 125 мегабайт;
- 122070.3120 кибибайт;
- 119.2093 мебибайт;
- 250000000 ниббл[6].